# さまスポ
『さまスポ』は、2017年4月1日から2018年9月29日までテレビ東京系列で毎週土曜 18:00 - 18:30 （日本標準時）に放送されたテレビ東京製作のスポーツバラエティ番組である。全78回。Cygamesの一社提供。
地上波での放送終了から約1年後の2019年10月20日から2020年3月29日まで、BSテレ東にて『スポさま』のタイトルで復活、毎週日曜 22:00 - 22:30に放送された。

## 出演者
地上波・BS共通
- 三村マサカズ（さまぁ〜ず）
- 大竹一樹（さまぁ〜ず）
- 芸人ゲスト

地上波
- スポっ娘（女性ゲスト）
- 各競技のアスリートゲスト

BS
- 森香澄（テレビ東京アナウンサー）
- 竹﨑由佳（テレビ東京アナウンサー）
- 池谷実悠（テレビ東京アナウンサー）

## ネット局
| 放送対象地域   | 放送局                | 系列           | 放送時間           | ネット状況 | 脚注   |
| -------------- | --------------------- | -------------- | ------------------ | ---------- | ------ |
| 関東広域圏     | テレビ東京（TX）      | テレビ東京系列 | 土曜 18:00 - 18:30 | 同時ネット | 製作局 |
| 北海道         | テレビ北海道（TVh）   | テレビ東京系列 | 土曜 18:00 - 18:30 | 同時ネット |        |
| 愛知県         | テレビ愛知（TVA）     | テレビ東京系列 | 土曜 18:00 - 18:30 | 同時ネット |        |
| 大阪府         | テレビ大阪（TVO）     | テレビ東京系列 | 土曜 18:00 - 18:30 | 同時ネット |        |
| 岡山県・香川県 | テレビせとうち（TSC） | テレビ東京系列 | 土曜 18:00 - 18:30 | 同時ネット |        |
| 福岡県         | TVQ九州放送（TVQ）    | テレビ東京系列 | 土曜 18:00 - 18:30 | 同時ネット |        |

## スタッフ
- ナレーター：大江戸よし々（地上波）
- 構成：北本かつら、松本建一、宮永裕一（みゃーなが）
- ロケ技術：磯野伸吾、松橋利行、福浦俊輔、高畑祥文、小野寺康敏、玉木大周（極東電視台）
- 美術進行：小野清菜
- メイク：山田かつら
- 編集：幸山愛、宮部真也
- MA：阿世知貴彦（エスユー）
- 音効：松田創（Thee BLUEBEAT）
- タイトル・CG：古賀麻美（極東電視台）
- リサーチ：フォーミュレーション
- デスク：門田理沙
- 宣伝：鈴木久美
- AD：曽部智弘、高橋宏美、加藤里桜、鈴木あかね
- AP：荻利恵
- ディレクター：永井純平、尾籠美佳、円城寺健一、宮本将孝
- 演出：立澤哲也、栗原憲也
- 総合演出：株木亘
- プロデューサー：浜田工[注釈 7]、小高亮、中村昌哉、牛山亜紀子
- 総合プロデューサー：伊藤隆行
- チーフプロデューサー：澤井伸之（2018年7月14日 - ）
- 制作協力：極東電視台
- 製作著作：テレビ東京

### 過去のスタッフ
- 宣伝：大川沙織
- AD：長野郁子、篠原彩夏、神山龍之介
- ディレクター：大矢啓太、田場亮耶
- プロデューサー：飯田知佳
- チーフプロデューサー：加藤正敏（2017年4月1日 - 2018年7月7日）